# Andreas Kuffner
Andreas Kuffner (Vilshofen an der Donau, 11 marzo 1987) è un canottiere tedesco, vincitore della medaglia d'oro nell'8 a Londra 2012.

## Palmarès
- Giochi olimpici

Londra 2012: oro nell'8.
Rio de Janeiro 2016: argento nell'8.
- Mondiali

Bled 2011: oro nell'8.
Amsterdam 2014: argento nell'8.
- Europei

Belgrado 2014: oro nell'8.